# Aurela Gaçe
Aurela Gaçe (Vlorë, 16 oktober 1974) is een Albanees zangeres, die in New York woont. Ze won het Albanese liedjesfestival Festivali i Këngës in 1999, 2001 en 2010. Ook won ze verschillende awards op de Balkan, zoals De beste zangeres uit Albanië en Het beste lied uit de Balkan.

## Biografie
Gaçe groeide op in Llakatundi, een dorp nabij Vlorë, in het zuiden van Albanië. Als kind begon ze al met zingen en nam ze deel aan wedstrijden. In 1993 schreef ze zich voor het eerst in voor Festivali i Këngës. Ze nam hier verschillende keren aan deel en eindigde verschillende keren op het podium. In 2001 emigreerde ze naar de Verenigde Staten. In 2010 deed ze opnieuw mee aan het Festivali i Këngës, dat sinds 2004 de winnaar doorstuurt naar het Eurovisiesongfestival. Ze won het festival en mocht aldus Albanië vertegenwoordigen op het Eurovisiesongfestival 2011 te Düsseldorf, Duitsland. Daar werd ze uitgeschakeld in de halve finale, ze strandde op de veertiende plaats.
2004: Anjeza Shahini · 
2005: Ledina Çelo · 
2006: Luiz Ejlli · 
2007: Aida & Frederik Ndoci · 
2008: Olta Boka · 
2009: Kejsi Tola · 
2010: Juliana Pasha · 
2011: Aurela Gaçe · 
2012: Rona Nishliu · 
2013: Adrian Lulgjuraj & Bledar Sejko · 
2014: Hersjana Matmuja · 
2015: Elhaida Dani · 
2016: Eneda Tarifa · 
2017: Lindita · 
2018: Eugent Bushpepa · 
2019: Jonida Maliqi · 
2021: Anxhela Peristeri · 
2022: Ronela Hajati · 
2023: Albina & Familja Kelmendi · 
2024: Besa · 
2025: Shkodra Elektronike
- Bibliothèque nationale de France: cb16522886h (data)
- International Standard Name Identifier: 0000 0001 2356 2776
- MusicBrainz: cfdc2d8c-3809-4219-884e-549195ffe596
- Virtual International Authority File: 173439579